# PAI-1
L'inhibiteur de l'activateur du plasminogène 1 aussi appelé PAI-1 pour plasminogen activator inhibitor-1 est le principal inhibiteur du tPA et de l'urokinase (uPA), les activateurs du plasminogène et par conséquent la fibrinolyse. C'est une protéine inhibitrice des protéases à sérine (serpine). 
L'autre PAI, l'inhibiteur de l'activateur du plasminogène 2 (PAI-2) (en) est sécrété par le placenta et est présent en concentration non négligeable uniquement lors de la grossesse. De plus, la protéase nexine agit comme un inhibiteur du tPA et de l'urokinase. PAI-1 reste cependant le principal inhibiteur de l'activateur du plasminogène. 

## Génétique
Le gène du plasminogen activator inhibitor-1 est SERPINE1. Il est localisé sur le chromosome 7 humain (7q21.3-q22). Il existe un polymorphisme connu sous le nom de 4G/5G dans la région promotrice. L'allèle 5G est alors légèrement moins transcrite que la 4G, avec une augmentation du risque thrombo-embolique.

## Fonction
PAI-1 est principalement produit par l'endothélium mais il est aussi sécrété par d'autres tissus tel que le tissu adipeux ou contenu dans les plaquettes sanguines où elle est relarguée en cas d'activation plaquettaire. 
PAI-1 inhibe les protéases à sérine tPA et l'urokinase/uPA et par conséquent il est un inhibiteur de la fibrinolyse, le mécanisme physiologique de lyse de caillots sanguins. Il se fixe sur la vibronectine, cette dernière stabilisant la forme active du PAI-1.
Il favorise la formation d'une fibrose dans différents organes, sauf au niveau du cœur où il semble avoir un effet protecteur contre cette dernière, par le biais d'une inhibition de la voie du TGF béta.

La fibrinolyse simplifiée. La flèche bleue indique une stimulation, la rouge une inhibition.

## Rôle en pathologie
Les défiances congénitales en PAI-1 ont été rapportées ; la fibrinolyse n'étant pas inhibée, cela entraine une diathèse hémorragique. 
PAI-1 est présent en quantité plus importante dans diverses pathologies comme dans un certain nombre de cancers ou dans l'obésité. Dans le cancer du sein, des taux élevés de PAI-1 sont associés à risque élevé de récidive. Avec l'urokinase (uPA), PAI-1 est utilisé comme biomarqueur pronostique dans un test uPA/PAI-1 utilisé en clinique. 
Chez les patients présentant des taux de PAI-1 plus élevés, la fréquence des thromboses augmente.
En cas d'inflammation, lorsque de la fibrine est déposée dans le tissu, PAI-1 semble jouer un rôle important dans la progression vers une fibrose (formation pathologique de tissu conjonctif).
L'angiotensine II augmente la synthèse de PAI-1, ainsi elle accélère le développement de l'athérosclérose.

## Pharmacologie
La tiplaxtinine (PAI-039) est une petite molécule inhibitrice, qui a été étudiée pour une utilisation dans l'atténuation de remodelage des vaisseaux sanguins, causé par une hypertension artérielle et l'activation du système rénine-angiotensine.